# هنري سوجيموتو
هنري سوجيموتو (باليابانية: ヘンリー杉本) هو فنان ياباني وأمريكي، ولد في 12 مارس 1900 في واكاياما في اليابان، وتوفي في 8 مايو 1990.